# Рурстадион
Рурстадион је фудбалски стадион у Бохуму, Немачка. Представља домаћи терен немачке Бундеслигашке екипе ФК Бохум. Био је познат под именом „ревирповерСТАДИОН” (rewirpowerSTADION) од 2006 до 2016. године, такође из разлога спонзорства.

## Историја
Године 1911. „Шпил унд Спорт Бохум” је закупио ливаду од локалног фармера да би изградио терен, свој нови домаћи терен. Клуб је одиграо прву утакмицу на новом месту против ВфБ Хама пред 500 гледалаца. ТуС Бохум није изградио стадион све до после Првог светског рата тек 1921. године.
Стадион има капацитет да прими 27.599 људи. Првобитни капацитет је био преко 50.000, али је смањен бројним модификацијама.
Стадион је проширен између марта 1976. и јула 1979. и прва утакмица је била између ВфЛ Бохума и СГ Ватеншајда 09 21. јула 1979. године.  Ово проширење би се технички могло рачунати као потпуна обнова.
Дејвид Боуви је наступио на стадиону током своје турнеје „Сириус Мунлајт” 15. јуна 1983. Херберт Гронемеиер је извео више распродатих концерата на стадиону 1985, 1994, 1998, 2003, 2007, 2009, 2012, 2019 године. Његова песма Боху пева се пре почетка сваког меча на домаћем терену ВфЛ Бохума, а последња строфа пре завршног рефрена дела има посебан значај за клуб. Херберт је почасни члан клуба од 2006. године.
Стадион је био домаћин утакмице УЕФА Лиге шампиона између ЦСКА Москве и Ренџерса у децембру 1992. јер тимови нису могли да играју у Москви због временских услова.
Године 2006. склопљен је петогодишњи уговор о правима имена са Стадтверке Бохумом да се стадион преименује у „ревирповерСТАДИОН“. Године 2016. назив стадиона је званично промењен у „Воновиа Рурстадион“, при чему је први део имена његов нови спонзор, немачка стамбена заједница Воновиа, која се налази у Бохуму.
| 2. јул 1922.       | 0 : 0 | Мађарска    | Пријатељска            |
| 23. сптембар 1981. | 7 : 1 | Финска      | СП 1982. квалификације |
| 11. мај 1986.      | 1 : 1 | Југославија | Пријатељска            |
| 14. април 1993.    | 6 : 1 | Гана        | Пријатељска            |